# Fernando de Castro, senhor do Paul do Boquilobo
D. Fernando de Castro (? - Abril de 1440), foi um importante fidalgo, diplomata e militar português, que pereceu num ataque genovês contra a frota que comandava com destino a Ceuta, com o propósito de entregar a cidade e conseguir assim o resgate do santo infante D. Fernando.

## Biografia
Foi o 1.º senhor do Paul do Boquilobo e também de Ançã, São Lourenço do Bairro e da quinta da Penha Verde em São Martinho (Sintra).
Pertencia à Casa Real de D. João I e exerceu os cargos de alcaide-mor da Covilhã, governador da casa do infante D. Henrique, regedor das justiças do Reino (1439), e vedor da fazenda.
Foi igualmente fidalgo do Conselho de El-Rei, capitão da Infantaria na tomada de Ceuta e embaixador a Castela assim como foi enviado nessa qualidade ao concílio de Constança.
Em 1424, o infante D. Henrique mandou-o à Grã-Canária à frente de um contingente de dois mil e quinhentos homens de pé e cento e vinte a cavalo, com o propósito de se apoderarem desta ilha, objecto de litígio entre Portugal e Castela, não conseguindo derrotar os nativos guanches  devido a problemas logísticos.
Em Almeirim, a 27 der Janeiro de 1432, testemunhou a ratificação do tratado de paz com Castela, o Tratado de Medina del Campo, que tinha sido assinado em Outubro do ano anterior.
Terá participado na malograda tentativa de conquista de Tanger.
Faleceu em combate, em abril de 1440, num ataque de uma armada genovesa, quando comandava uma frota enviada a Ceuta pelo infante D. Pedro, com o propósito de entregar a cidade a troco do resgate do infante D. Fernando, o Santo. Gênova era, na época, uma aliada de Portugal, e as autoridades da cidade nunca conseguiram apresentar uma explicação convincente para o incidente que, na prática, inviabilizou a devolução de Ceuta.
Na opinião do historiador João Paulo de Oliveira e Costa, o ataque poderá ter sido o resultado de uma conspiração entre mercadores italianos e comerciantes de Lisboa, interessados em manter a ocupação de Ceuta, que lhes garantia grandes proveitos. O regente D. Pedro, depois deste ataque, desistiu da ideia de entregar Ceuta e o Infante Santo veio assim a morrer prisioneiro nos calabouços de Fez, em 05.06.1443.

## Dados genealógicos
Era filho de D. Pedro de Castro, conde de Arraiolos, senhor de Cadaval, e de D. Leonor de Menezes, filha de D. João Afonso Telo de Meneses, conde de Ourém (tio de D. Leonor Teles); e neto paterno de D. Álvaro Pires de Castro, 1.º conde de Arraiolos e de Viana (da Foz do Lima).
Casou, pela 1.ª vez, com D. Isabel de Ataíde, filha de Martim Gonçalves de Ataíde, alcaide-mor de Chaves e de Mécia Vasques Coutinho.
Filhos do 1.º casamento:
- D. Álvaro de Castro, 1.º conde de Monsanto, casado com D. Isabel da Cunha, senhora de Cascais e Lourinhã. Com geração.
- D. Henrique de Castro, prior do Crato, sem geração.
- D. Garcia de Castro, senhor do Paúl de Boquilobo casado a 1.ª vez com D. Beatriz da Silva e a 2.ª vez com Catarina de Gouveia. Com geração de ambos os casamentos.
- D. Maria de Castro primeira mulher de Álvaro de Sousa, mordomo-mor de D. Afonso V,[10] senhor de Miranda, alcaide-mór de Arronches.[14] Com geração.
- D. Isabel de Castro segunda mulher de D. Duarte de Menezes, 3.º conde de Viana do Alentejo, 2.º conde de Viana da Foz do Lima. Com geração.
- D. Catarina de Castro casada a 1.ª vez com  D. Álvaro Vaz de Almada, 1º conde de Avranches e sua segunda mulher, com geração; casada pela 2.ª vez, em 1451, com seu primo co-irmão, D. Martinho de Ataíde, 2º conde de Atouguia, sem geração.[15]

Casou, pela 2.ª vez, com D. Mécia de Sousa, filha de Afonso Vasques de Sousa, "o cavaleiro" e de sua prima D. Leonor Lopes de Sousa.
Filhos do 2.º casamento:
- D. Violante de Castro, senhora de Mafra, casada com João Vaz de Almada, com geração.
- D. Margarida de Castro casada com Jean de Neufchâtel, senhor de Montagu e Fontenoy, com geração.